# Tritia unifasciatus
Tritia unifasciatus is een slakkensoort uit de familie van de fuikhorens (Nassariidae). De wetenschappelijke naam van de soort werd in 1834, als Buccinum unifasciatum, voor het eerst geldig gepubliceerd door Kiener.